# إبراهيم علان
إبراهيم محمود علّان (1942 - 14 أغسطس 2006) أكاديمي لغوي وشاعر فلسطيني. ولد في عين كارم في القدس، درس في عمّان، ثم دمشق حيث تخرّج بجامعتها مجازًا في اللغة العربية وآدابها 1966، ثم حصل على الماجستير في الآداب من الجامعة اللبنانية 1973. عمل مدرّسًا في سلطنة عمان وساحل عمان ثم دبي. اشتغل في التلفزيون مسؤولًا عن القسم التعليمي، ثم مشرفًا على الوسائل التعليمية في تلفزيون الإمارات. كان من أعضاء اتحاد كتاب وأدباء الإمارات، وعضو مجلس إدارته لعدد من الدورات، حيث شارك في عدد من مؤتمراته المحلية والعربية. توفي في دبي. له عدة مؤلفات وديوانان شعريان.

## سيرته
ولد إبراهيم محمود علّان في عين كارم بالقدس سنة 1942. درس الثانوية العامة في عمان بالأردن، وتخرج في الجامعة السورية بدمشق بليسانس آداب لغة عربية 1966، وحصل على الماجستير في الآداب من الجامعة اللبنانية في بيروت 1973.

عمل مدرسًا في المدارس الخاصة في عمّان حتى 1967، ثم سافر للتدريس في ساحل عمان، وعمِل في دبي مدرسًا للغة العربية، ثم مسؤولاً عن القسم الثقافي، ثم عن الإعلام التربوي والمكتبات المدرسية في وزارة التربية والتعليم الاتحادية، ثم مسئولاً عن قسم التلفزيون التعليمي، ثم مشرفًا على الوسائل التعليمية. عمل أيضًا معدًّا ومقدمًا للعديد من برامج الطلبة، وبرامج المسابقات الثقافية في تلفزيونات الإمارات، أشهرها برنامج المسابقات حروف. ترأس بعد ذلك تحرير عدد من المجلات الثقافية والأدبية.

توفي إبراهيم علان في 14 أغسطس 2006 بدبي.

## مؤلفاته
له عشرات الأبحاث والدراسات المنشورة في موضوعات مختلفة ومحاضرات أدبية. من كتبه:
- الخفافيش تجيء في النهار، ديوان شعر، 1994.
- تقولين لي، ديوان شعر.
- الشعر الفلسطيني تحت الاحتلال ( من العام 1948 -العام 1972 )، 1995.
- البديع في القرآن: أنواعه ووظائفه، 2002.